# Chiesa di San Paolo Apostolo (San Paolo Solbrito)
La chiesa di San Paolo Apostolo è la parrocchiale di San Paolo Solbrito, in provincia e diocesi di Asti; fa parte della zona pastorale Ovest.

## Storia
La primitiva parrocchiale di San Paolo, situata presso il castello, era scomoda da raggiungere per i fedeli, che preferivano recarsi presso la chiesa di San Sebastiano in passe, costruita presumibilmente nel XVI secolo e il cui campanile venne sopraelevato nel 1661.
Questa chiesa venne eretta a parrocchiale all'inizio del XVIII secolo; negli anni successivi fu ampliata e rimaneggiata mediante la costruzione delle cappelle laterali.
Nel 1866 si provvide a realizzare la nuova facciata, mentre nel 1910 fu eretto il campanile; tra gli anni trenta e sessanta l'edificio venne a più riprese restaurato e nel 2007 si provvide ad adattare la chiesa alle norme postconciliari col nuovo altare postconciliare rivolto verso l'assemblea.

## Descrizione

### Esterno
La facciata a salienti della chiesa, rivolta a nordest e suddivisa da una cornice marcapiano in due registri scanditi da lesene e semicolonne, presenta in quello inferiore il portale d'ingresso, protetto dal protiro, mentre quello superiore, affiancato da due volute di raccordo, è abbellito da una serliana centrale e da due nicchie laterali, ospitanti le statue dei santi Sebastiano e Paolo, e coronato dal frontone curvilineo.
Annesso alla parrocchiale è il campanile a base quadrata, suddiviso da cornici in diversi ordini; la cella presenta su ogni lato una monofora ed è coronata dalla cupola a cipolla.

### Interno
L'interno dell'edificio si compone di un'unica navata, che è coperta da volta a botte lunettata e sulla quale si affacciano le cappelle laterali, ospitanti il fonte battesimale e gli altari dedicati a San Giovanni Battista, a Sant'Andrea Apostolo, alla Santa Famiglia, a Sant'Antonio Abate, all'Immacolata Concezione e alla Madonna del Rosario; al termine dell'aula si sviluppa il presbiterio, rialzato di tre gradini, ospitante l'altare maggiore in marmi policromi e chiuso dall'abside di forma semicircolare.